# Humanitärer Einsatz
Humanitäre Einsätze sind Hilfeleistungen oder Unterstützungsmaßnahmen von Streitkräften im Ausland. Diese werden in Not- oder Katastrophenfällen eingesetzt, z. B. zur medizinischen Versorgung, technischen Unterstützung, Wasseraufbereitung, zum Transport und zur Ausgabe von Hilfsgütern, zur Aufrechterhaltung der Kommunikationssysteme und zum Schutz ziviler Hilfsorganisationen.
Die Bundeswehr war seit 1960 an über 120 humanitären Einsätzen in mehr als 50 Staaten beteiligt. Der Einsatz erfolgt lediglich nach einem Amtshilfeersuchen des Auswärtigen Amtes oder einem Beschluss der Bundesregierung. Häufig finden die Einsätze im Rahmen multinationaler Hilfsaktionen der Vereinten Nationen statt.
Die humanitären Einsätze sind zu unterscheiden von humanitären Interventionen und humanitärer Hilfe ziviler Organisationen.